# 白登雲

白登雲（1906年－1990年），出生於河北冀州（县），京劇鼓師、北京中國戲曲學校教授，師從郭德順、鮑桂山等學習京劇司鼓藝術，曾給余叔岩、程硯秋、杨小楼、梅兰芳、王凤卿、谭小培、郝寿臣、孟小冬、谭富英等京劇表演藝術家打鼓，尤以與程硯秋的合作見知於世。
他從小在戲班學習打擊樂（武場）藝術，1917年開始學打鼓，1932年在北京拜師郭德順和鮑桂山。
1934年起，他參加程硯秋劇團，一直合作到程硯秋去世，其後還長期給程門弟子打鼓。
1949年，中華人民共和國建國後，白登雲參加梅兰芳做院長的北京中國京劇院（2007年11月28日起改中國國家京劇院），做鼓師，1960年起出任北京中國戲曲學校（現在的中國戲曲學院和中國戲曲學院附中）教授，教打鼓。
他的學生有倪儀斌、李朝貴、劉德明、林慶華、楊復春、黃大為、馬學義、徐靜琪（台灣）、張修石、王碩、李朝陽、謝光榮等。
程硯秋與琴師周長華、鍾世章合作的全部京劇唱片；1940年代和1950年代的演出實況錄音；1950年代的廣播京劇；惟一的一部京劇電影《荒山淚》，全部都是白登雲的司鼓作品。
1940年代，余叔岩在上海與王瑞芝合作的京劇唱片，請白登雲打鼓。
白登雲1990年在北京去世。